# Sitting in the Park (single)
Sitting in the Park is een single uit 1965, geschreven en uitgevoerd door Billy Stewart, afkomstig van zijn album I Do Love You uit 1965.
De single was Stewarts vierde en meest succesvolle hit in de soulhitlijst in de Verenigde Staten. "Sitting in the Park" piekte op nummer vier in de soulhitlijst en nummer 24 in de Billboard Hot 100. 
Het nummer werd gecoverd door een reeks andere artiesten. De versie van Georgie Fame uit 1966 bereikte de 12e plaats in de Britse hitlijsten. Het nummer werd ook gesampled door onder meer Slick Rick en Lily Allen.